# كاميلا بيتانغا
كاميلا مانهايس سامبايو (بالبرتغالية: Camila Pitanga‏) (من مواليد 14 يونيو 1977) والمعروفة باسم كاميلا بيتانغا ، ممثلة برازيلية وعارضة أزياء سابقة. وهي مشهورة دوليا لدورها في الأفلام والتليفزيون. في الأفلام، اشتهرت بأدوارها في كويلومبو، كارامورو: أ إينفينساو دو برازيل، ريدينتور، إي يو ريسبريا باسم بيوريس نوتيسياس دوس سيوس ليندوس لابيوس، أوما هيستوريا دي آمور إي فوريا وغيرها. في التلفزيون معروفة بأدوارها في بارايسو تروبيكال

## الروابط الخارجية
- كاميلا بيتانغا على موقع IMDb (الإنجليزية)
- كاميلا بيتانغا على موقع ألو سيني (الفرنسية)
- كاميلا بيتانغا على موقع أول موفي (الإنجليزية)
- كاميلا بيتانغا على موقع قاعدة بيانات الفيلم (الإنجليزية)
- كاميلا بيتانغا على موقع كينوبويسك (الروسية)

- كاميلا بيتانغا في قاعدة بيانات الأفلام على الإنترنت